# روباه پیر
روباه پیر اصطلاحی است که ایرانیان برای توصیف بریتانیا به کار می‌برند. ادیب پیشاوری برای اولین بار این اصطلاح را به کار برد. این واژه بارها در جامعه، رسانه‌ها و روزنامه‌های ایران به کار می‌رود.

## زمینه
روباه در فارسی و بسیاری از زبان‌های دیگر نمادی از شخصیت حیله‌گر است و به فردی حیله‌گر گفته می‌شود که کسی را در موقعیتی سخت قرار می‌دهد. این اصطلاح و مفهوم ضد انگلیسی آن برای اولین بار توسط سید احمد ادیب پیشاوری (۱۸۴۴–۱۹۳۰)، فیلسوف و شاعر، در شعر ضد انگلیسی به کار رفته است. هنگامی که احمد جوان بود، پدر و بستگانش در جنگ بین انگلیس و افغانستان در سالهای ۱۸۵۷–۱۸۵۸ کشته شدند. او احساسات ضد انگلیسی داشت و اشعار زیادی با این احساس سروده بود. پیشاوری همیشه در اشعار خود انگلستان را با حیوانات به عنوان روباه پیر، زاغ شوم و افعی سمی توصیف می‌کرد. اصطلاح روباه پیر از آن زمان باقی مانده است.

## دلایل اسمی
دلایل تاریخی متعددی برای لقب انگلیس به روباه پیر یا شیطان کوچک توسط ایران وجود دارد که عبارتند از: نقش مستقیم در انحراف انقلاب مشروطه ایران، کودتای ۱۹۲۱ و ۱۹۵۳ ایران، حرکت خرابکارانه در جریان ملی شدن صنعت نفت ایران، برکناری انقلابیون پس از انقلاب ۱۹۷۹ایران و نقش ادعایی در شورش‌های خیابانی پس از انتخابات ریاست جمهوری 2009.

## در سالهای اخیر
در سال۲۰۱۱ پس از آغاز تحریم‌های هسته‌ای علیه ایران توسط لندن، سید علی خامنه‌ای، رهبر ایران، سفارت بریتانیا را «سفارت شیطان» نامید.
زمانی که سفارت بریتانیا در سال۲۰۱۵ بازگشایی شد، رسانه‌ها و روزنامه‌های ایرانی بازگشت روباه را اعلام و گزارش دادند. روزنامه «حمایت» در صفحه نخست خود نوشت: «روباه پیر با چراغ خاموش وارد شد»، روزنامه رسالت «کسی از بازگشت روباه پیر خوشحال نیست» و روزنامه کیهان نوشت: انگلیس در نگاه ایران همچنان «روباه پیر»